# 1382
Cette page concerne l'année 1382  du calendrier julien.
L'année 1382 est une année commune qui commence un mercredi.

## Événements
- 24 octobre : Ibn Khaldoun quitte Tunis pour l'Égypte[1]. Après l’assassinat de son frère, le philosophe Ibn Khaldoun effectue un pèlerinage à La Mecque et se voit offrir une chaire à la fameuse université musulmane al-Azhar par le sultan du Caire, qui le nomme également grand qadi (juge) malikite du Caire.
- 26 novembre[2] : début du premier règne de Barkuk, sultan mamelouk burjite d'Égypte (1382-1389, puis 1390-1399).

- Début du règne de David Ier, roi du Choa (Éthiopie) (fin en 1411)[3].
- Début du règne du roi Jayastithi Malla au Népal (fin en 1422)[4].

### Europe
- 14 janvier : Richard II d'Angleterre épouse Anne de Bohême[5].
- 15 janvier : publication d'une ordonnance royale de Charles VI de France sur la perception des aides, rétablissant des contributions indirectes (dites aides) sur les marchandises, en particulier sur le sel et le vin, qui va déclencher des révoltes populaires dans le royaume, sans même attendre son application au 1er mars[6].
- 21 janvier : le popolo grasso reprend le pouvoir à Florence et réforme la constitution établie par les Ciompi[7]. Les Albizzi et les Alberti rétablissent le règne de la bourgeoisie florentine. L’oligarchie se maintient jusqu’en 1434.
- 22 février : Louis d'Anjou se rend à Avignon pour recevoir le serment des seigneurs et des villes de Provence, mais la communauté d'Aix refuse de le reconnaitre[8]. Louis met le siège devant la ville mais l'abandonne en juin pour partir en Italie avec son armée.
  - C'est le début de la guerre de l'Union d'Aix (fin en 1387), guerre civile en Provence entre partisans de Charles et ceux de Louis Ier, puis de son fils, Louis II d'Anjou, en fait entre les partisans du pape d'Avignon et ceux du pape de Rome.
- 24 février : début à Rouen des émeutes connues sous le nom de « révolte de la Harelle », que Charles VI réprime durement en abolissant la commune de Rouen le 29 mars[9].
- 1er mars : début à Paris du soulèvement populaire connu sous le nom de « révolte des Maillotins » (à cause des maillets qu'ils utilisent)[10].
- 29 mars : Charles VI fait une entrée triomphale à Rouen où il vient, après la révolte de la Harelle, pour rétablir l'autorité royale bafouée et sanctionner les coupables[9].
- 15 avril : les États généraux réunis à Compiègne refusent au roi de France les subsides demandés[11].
- 3 mai : victoire des Gantois révoltés à Beverhout, près de Bruges, sur le comte de Flandre[12]. Ils pillent les entrepôts et les celliers du port de Damme.
- 12 mai[13] : Jeanne de Naples est étouffée à Muro sur ordre de Charles de Duras qui essaye de faire croire à une mort naturelle. Louis d'Anjou devient roi de Naples et comte de Provence (fin en 1384).
- 17 mai : condamnation de John Wyclif par le synode des Églises d’Angleterre à Londres[14]. Il obtient de protecteurs influents de ne pas être excommunié.
- 30 mai : Louis Ier d'Anjou, héritier de la reine Jeanne, reçoit à Avignon l'investiture du royaume de Sicile du pape Clément VII. Il part pour l'Italie le 13 juin avec une forte armée[15].
- 12 juin : guerre civile en Lituanie entre le grand-duc Kęstutis et son neveu Jogaila, qui s'empare de Vilnius, puis de Trakai, où Kęstutis et son fils Vytautas sont faits prisonniers[16].
- 15 août : assassinat de Kęstutis, grand-duc de Lituanie[16]. Jogaila Algirdaitis (Ladislas II Jagellon) lui succède. Vytautas parvient à s'évader et se réfugie chez les Chevaliers teutoniques.

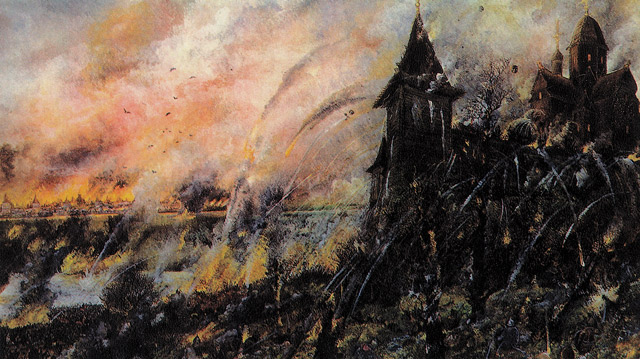
26 août : Togtamich brûle Moscou. Toile de Vasily Sergeievich Smirnov, XIXe siècle

- 26 août : le khan de la Horde d'or, Togtamich, général de Tamerlan, pille et brûle Moscou[17] après avoir incendié Souzdal et Vladimir. La Russie retombe sous la vassalité tatare jusqu’en 1480.

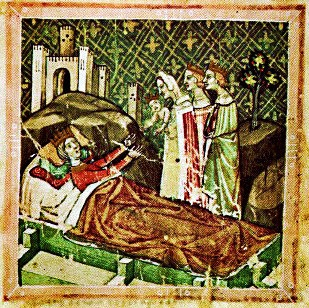
10 septembre : mort de Louis d'Anjou

- 10 septembre : mort de Louis Ier de Hongrie[18]
  - Marie (1370-1395), fille aînée de Louis d'Anjou, bien que mineure, est élue « roi de Hongrie » par la diète (fin en 1387). Elle se heurte à une vive opposition des barons. Sa mère Élisabeth Kotromanić gouverne à sa place grâce à l’appui du clan Garai. Le palatin Miklós Garai tente de marier Marie avec Louis d'Orléans, frère du roi Charles VI de France, contre les dispositions du roi défunt qui a promis la main de sa fille Marie et la couronne de Hongrie à Sigismond de Luxembourg, fils de l’empereur Charles de Bohême. Le projet échoue quand Sigismond apparaît à la tête d’une armée financée par sa famille.
  - Interrègne en Pologne (fin en 1384). Le pays est désolé par la guerre civile. L’union avec la Hongrie est rompue. L’aristocratie laïque et religieuse se partage les hautes charges de l’État.
  - La question du mariage de Jagellon divise les boyards lituaniens : soit il épouse la fille de Dimitri Donskoï, grand-prince de Moscou, soit la fille du roi de Pologne, Hedwige.
- 17 septembre[19] : Louis Ier d'Anjou entre dans le royaume de Naples mais ne peut le conquérir sur Charles de Duras.
- 30 septembre : Trieste, menacée par la république de Venise, passe aux Habsbourg[20].
- 27 novembre : Charles VI remporte la bataille de Roosebeke sur les Flamands, à l'issue d'une véritable expédition militaire menée à la suite de la révolte des tisserands de Gand, menée par Philippe van Artevelde, qui sera pendu sans procès au lendemain de la victoire[21].

- Les Ottomans prennent Sofia assiégée depuis deux ans par la ruse[22] (ou en 1385).
- John Wyclif (Wycliffe) traduit la Bible en anglais[23].
- William de Wykeham fonde le collège masculin de Winchester, la première public school anglaise[24].